# قوجد (كاشمر)
قوجد هي قرية في مقاطعة كاشمر، إيران. عدد سكان هذه القرية هو 4,024 في سنة 2006.